# Roberto Landi
 (février 2016).
Si vous disposez d'ouvrages ou d'articles de référence ou si vous connaissez des sites web de qualité traitant du thème abordé ici, merci de compléter l'article en donnant les références utiles à sa vérifiabilité et en les liant à la section « Notes et références ».
Pour les articles homonymes, voir Landi.
Roberto Landi (né le 2 janvier 1956 à Forlì, en Émilie-Romagne) est un footballeur italien qui jouait au poste de gardien de but. Une fois terminée sa carrière de joueur qui l'avait emmené dans divers pays, il a commencé une carrière d'entraîneur à la fois en club et en sélection nationale espoir, avec là aussi des destinations insolites.

## Biographie

### Joueur

#### Début enItalie
Originaire d'Émilie-Romagne, Roberto Landi connaît au début de sa carrière les divers grands clubs de cette province italienne (Piacenza FC par deux fois, Ravenne et Modène) puis le club toscan de l'AC Sienne.

#### Départ enAmérique du Nordet enAfrique du Sud
Roberto Landi choisi ensuite de donner une inclinaison originale à sa carrière, en choisissant des destinations insolites pour des joueurs européens de premier plan, en partant aux États-Unis (Chicago Sting et New York Cosmos), au Canada (Vancouver Whitecaps) et en Afrique du Sud (KaizerChiefs).

#### Retour enItalie
Roberto Landi retourne par la suite dans son pays natal, l'Italie, pour finir sa carrière dans des petits clubs : l'ASD Cervia, Morciano puis finalement Ospedaletto.

### Entraîneur
Après avoir commencé sa carrière d'entraîneur dans le petit club italien de Marignano, il connaît des postes spécifiques, comme celui d'entraîneur des gardiens des États-Unis ou encore entraîneur adjoint de Messina en Italie. Roberto Landi s'essaye ensuite aux sélections nationales espoirs, avec les moins de 21 ans de la Géorgie puis de la Lituanie, ainsi qu'avec le Qatar, après un intermède en club en Roumanie, avec le National Bucarest, continuant ainsi à construire sa réputation de globe-trotter.
Il connut par la suite un passage en Hongrie, avec le FC Sopron, avant de connaître ses premiers clubs dans des championnats plus réputés, avec Livingston en Scottish First Division, puis le championnat belge avec l'Union Saint-Gilloise.
Le 16 mars 2011, il est nommé sélectionneur de l'Équipe du Liberia de football.